# بيدمونت (الولايات المتحدة)

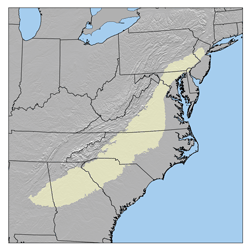
هضبة بيدمونت (المنطقة المظللة)

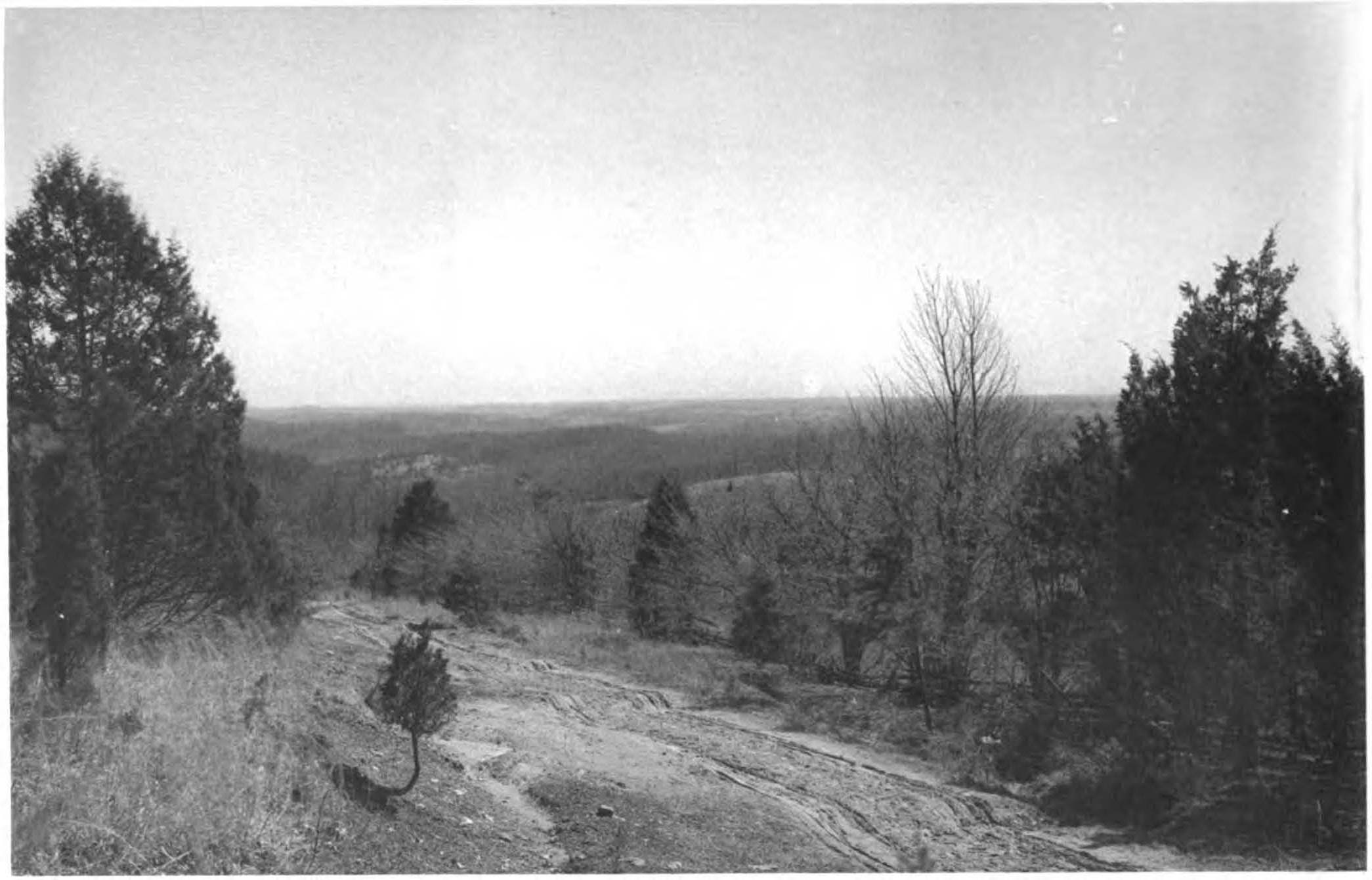
هضبة بيدمونت، شرق روكي ريدج في ولاية ماريلاند 1898

بيدمونت هي هضبة تقع في شرق الولايات المتحدة. تقع بين المحيط الأطلسي الساحلي وجبال الأبالاش، وتمتد من ولاية نيو جيرسي في الشمال إلى وسط ولاية ألاباما في الجنوب. بيدمونت هي منطقة جغرافية من أكبر شعب جبال الأبالاش والتي تتكون من منخفظات جيتيسبيرغ-نيوارك، والأقسام المرتفعة والمنخفضة لبيدمونت.
اسم «بيدمونت» يأتي من اللغة الفرنسية وهو مصطلح لنفس المنطقة الجغرافية، وهذا يعني حرفيا «التل» باللاتينية "pedemontium"، بمعنى «عند سفح الجبال»، على غرار اسم المنطقة الإيطالية بييمونتي، المتاخمة لجبال الألب.

## مزيد من القراءة
- Godfrey، Michael A. (1997). Field Guide to the Piedmont. University of North Carolina Press. ISBN:0-8078-4671-6.

## وصلات خارجية
- مركز هيلتون بوند لتاريخ بيدمونت الطبيعي